# Várpalotai vár
A Balaton és Velencei-tó között félúton, a bakonyi hegyek lábánál – a középkorban mocsaras területnek számító vidéken – terül el Várpalota városa. Főterén áll a sok véres ostromot túlélt várpalotai vár, más néven Palota vára vagy Thury-vár.

## A vár története
A Székesfehérvártól Veszprémbe vezető fontos útvonaltól nem messze, a Bakony erdejében egy csúcson a 13. században kis vár épült, melyet a rákövetkező században kelt oklevelek Bátorkő néven említenek. A váracska a terepadottságok miatt nemigen volt bővíthető, így a környék birtokosai, az Újlaki család a 14. század második felében Bátorkőnél tágasabb, kényelmesebb lakóépületet emeltek maguknak. Az U alakú tömböt az északkeleti sarkán első formájában egy torony is erősítette, és az udvart fal zárta le. 1397-ben találkozunk először a nevével oklevélben, ahol „Palotaként” említik. Az elnevezés pontosan fedte a valóságot, hiszen kúriánál nagyobb, várkastélynál, várnál kisebb, illetőleg kevésbé erődített építmény volt. Újlaki Miklós 1445 előtt egy toronnyal erősítette, sőt külön kapuvédmű és az északnyugati sarkon egy különálló kerek torony is épült.

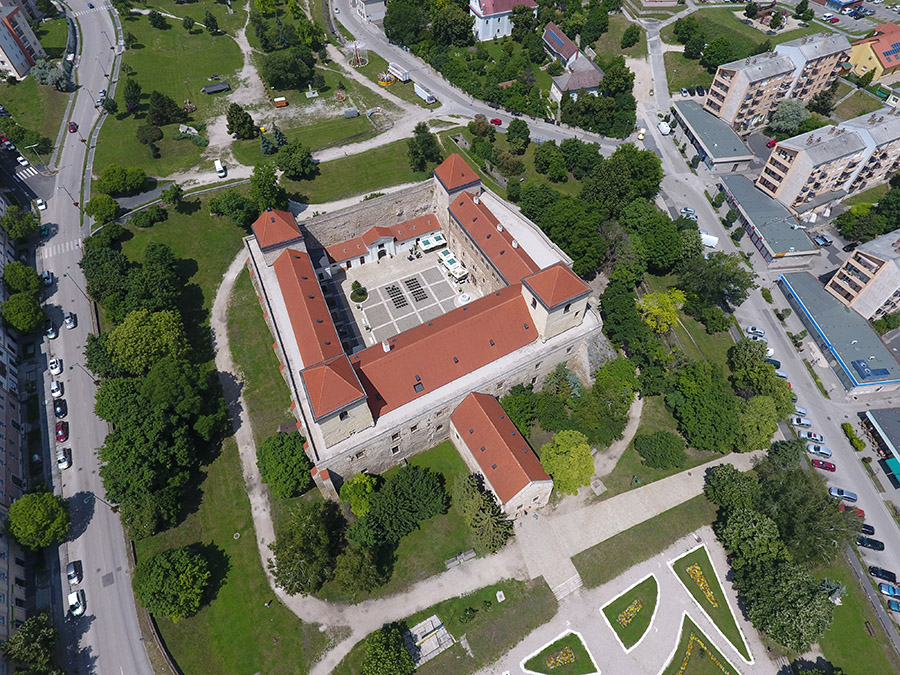
A Thury vár légi fotón (Várpalota)

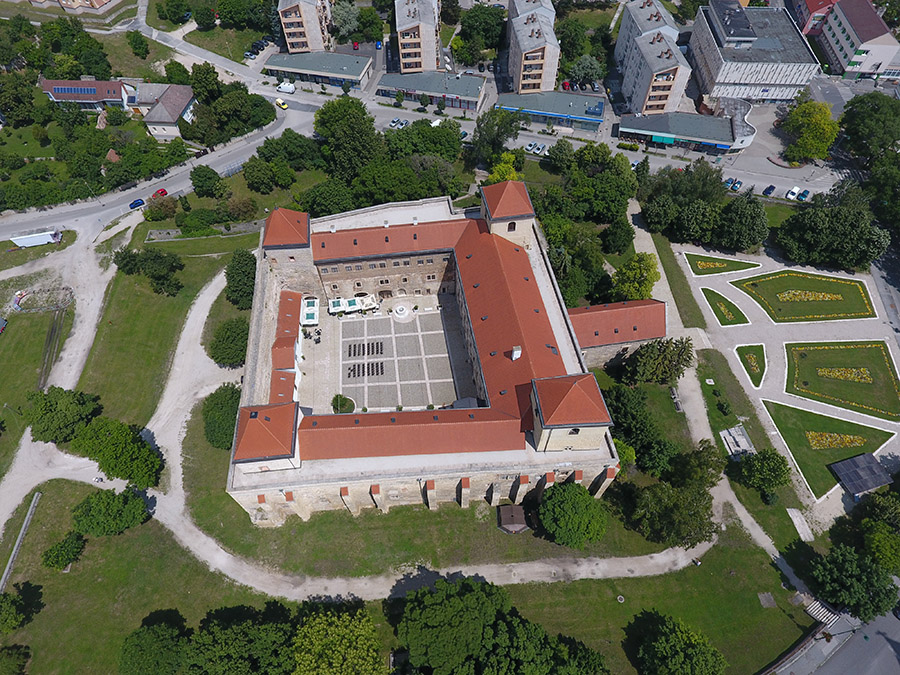
A Thury vár légi felvételen (Várpalota)

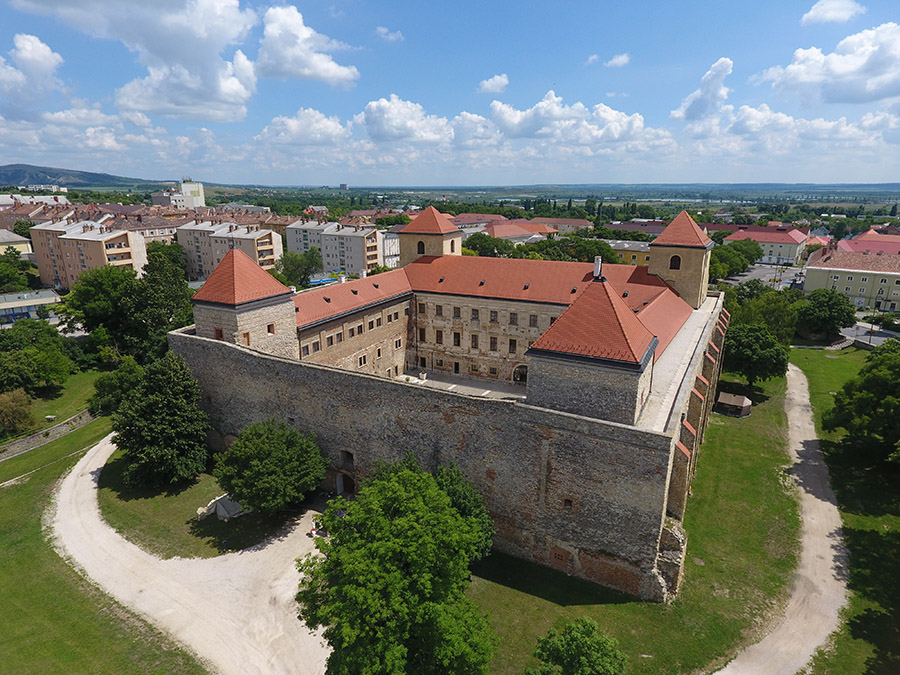
A Thury vár madártávlatból (Várpalota)

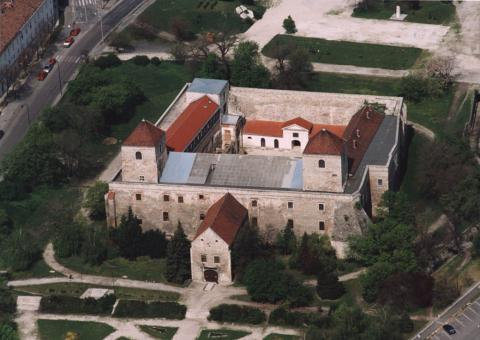
A Thury-vár a felújítások kezdeti szakaszában

Az 1445. évi országgyűlés törvényt hozott arról, hogy az Albert király uralkodása óta eltelt zavaros időkben királyi engedély nélkül épült várakat tulajdonosaiknak le kell rombolniuk, különben hűtlenség vádjába esnek, amely a kor legsúlyosabb bűne volt, és halálbüntetés járt érte. Kivételt tettek azonban a szlavóniai várakkal, a török elleni védelem szempontja miatt, illetőleg öt másik várral – köztük volt Palota is.
A szabályos alaprajzú, négy saroktornyos várkastélyt 1524-ig – kihalásáig – uralták az Újlakiak, akik a kor egyik legjelentősebb nagybirtokos famíliája voltak. Újlaki Lőrinc özvegye a pécsi püspök testvéréhez, az Egri csillagokból is ismert Móré Lászlóhoz ment feleségül. Móré részt vett a mohácsi csatában is, és épségben hazakerült. A kétes politikai helyzetet kihasználva – az országnak két királya is volt, miközben a legerősebb potenciális ellenség is hazánk területén masírozott – valódi rablólovag módjára élt, a környéken rabolt, gyilkolt, fosztogatott. Szapolyai János király 1533-ban sereget küldött ellene, amelyet szövetséges török csapatok, meg mecenzéfi (aknakészítésben járatos) bányászok is erősítettek. Móré bevárta a támadókat, és keményen ellenállt, bízott Palota falainak erősségében. Az ostrom során azonban várnagya ágyúgolyótól elesett, a védők kitartása megrendült, ő pedig gyerekeit hátrahagyva, pénze egy részét osztogatva további kitartásra buzdította katonáit, míg ő egy kötélen leereszkedve a falról, a várig nyúló Bakonyerdőbe menekült. Közben a bányászok aknát fúrtak a fal alá, amely a robbantástól részben ledőlt, ezzel a vár sorsa megpecsételődött. Móré sem élt sokáig szabadon, gyermekeivel együtt török fogságba került, majd az isztambuli Héttoronyban (Jedikula) halt meg Török Bálinttal és Maylád Istvánnal együtt.

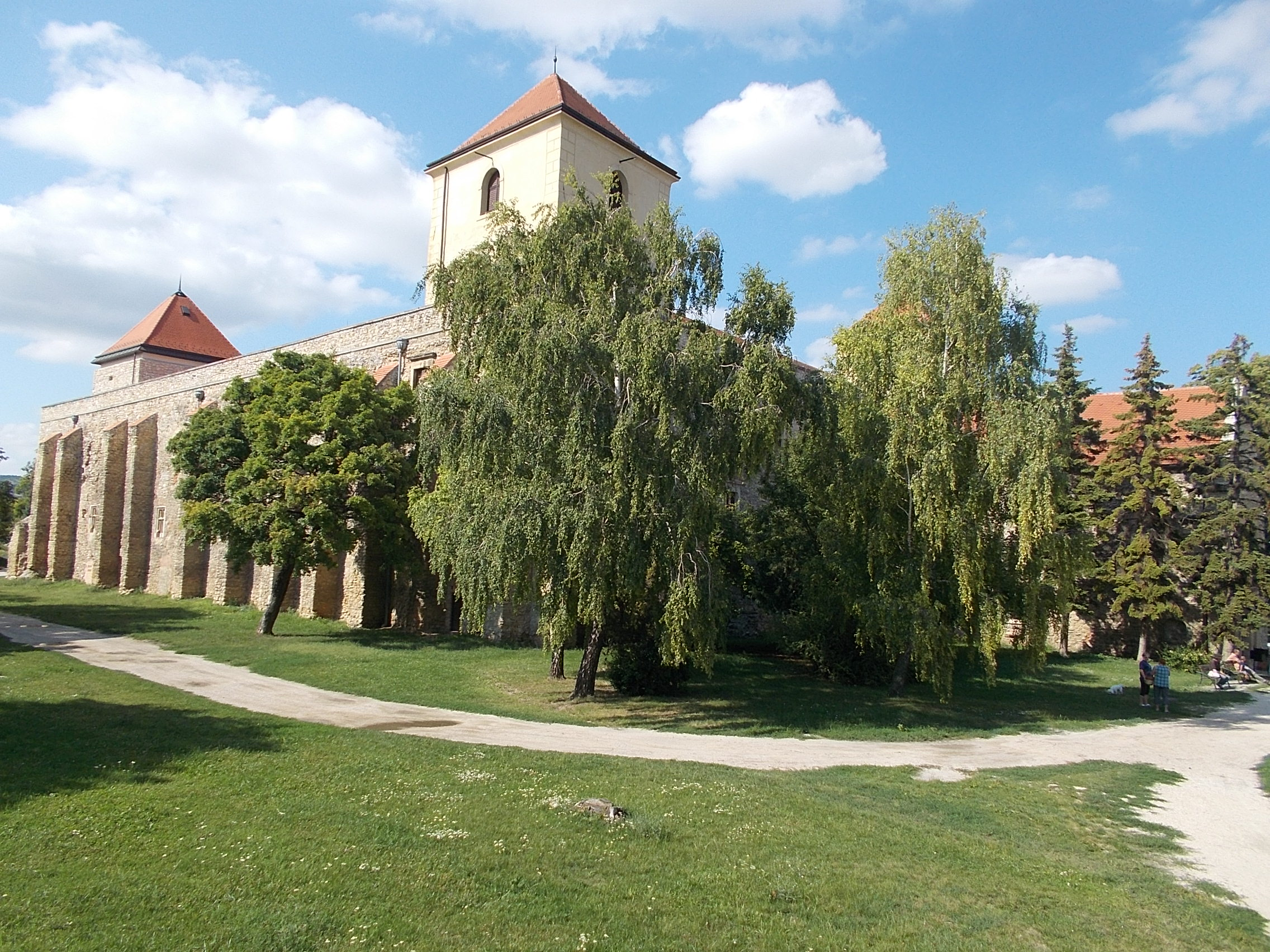

Palota a Podmaniczkyak birtoka lett, akik a politikai helyzetnek megfelelően váltogatták pártállásukat I. Ferdinánd és János király között. A törökök először 1543-ban – Székesfehérvár bevétele után – próbálkoztak a vár bevételével, de kudarcot vallottak. 1549-ben Velicsán fehérvári bég kísérletezett – ismét sikertelenül. Az 1552-es török hadjárat során (ekkor volt az egri vár híres, sikertelen ostroma, amikor a védőket Dobó István vezette, amiről bővebben az Egri csillagokban olvashatunk) török kézre került Veszprém is, ezzel Palota az Észak-Dunántúl egyik legfontosabb végvárává lépett elő. A törökök 1554-ben meglepetésszerű támadással próbálkoztak, ami részben sikerült is: benyomultak a huszárvárba, és száz lovat illetve sok szerszámot zsákmányoltak. A következő évben, 1555-ben megismételt támadást az éber palotaiak visszaverték.
1558-ban került a király kezébe a kulcsfontosságú erősség, első királyi kapitánya Thury György lett, akiről Alystáli Márton a következőket írta: „vitéz és magyar módra termett vala”. A törökök 1566-os hadjárata (ennek keretében került sor Szigetvár híres ostromára is, amelyről a Szigeti veszedelemben olvashatunk), vagyis a szultáni sereg magyar földre érkezése előtt Arszlán budai pasa önálló hadi vállalkozásba kezdett: a Fehérvár és Veszprém közötti összeköttetést erősen akadályozó Palota már régóta szálka volt a törökök szemében, így ennek ostromával próbálkozott.
Palota négy saroktornyos várát ekkor már külső falöv védte, sarkain kis bástyákkal, keleti és déli irányban a védelmet egy félkörös, illetve kör alakú nagy bástya is erősítette. A várat ennek tetejében sánc övezte. Fekvése azonban nem volt szerencsés, mert északról és keletről fölé magasodó dombokról jól belőhető volt. Thury az ostrom idején már országszerte ismert híres vitéz és félelmetes bajvívó volt, aki nemcsak valamennyi török ellenfelét, hanem a Miksa király koronázása (1564) idején megjelent nyugati lovagokat is legyőzte. A király aranysarkantyús vitézzé avatta.
A palotaiak félelmetes hírt szereztek maguknak a környező török végházak előtt, a Thury vezette sikeres portyáikkal, amikre azért is rá voltak kényszerülve, mert a zsold kicsi volt, azt is késve vagy sehogyan sem kapták meg. Hiába írt leveleket Thury, hiába fenyegetőzött lemondással – az üres kincstárból nem volt mit kiutalni, hiába volt rá megismételt királyi parancs is. 

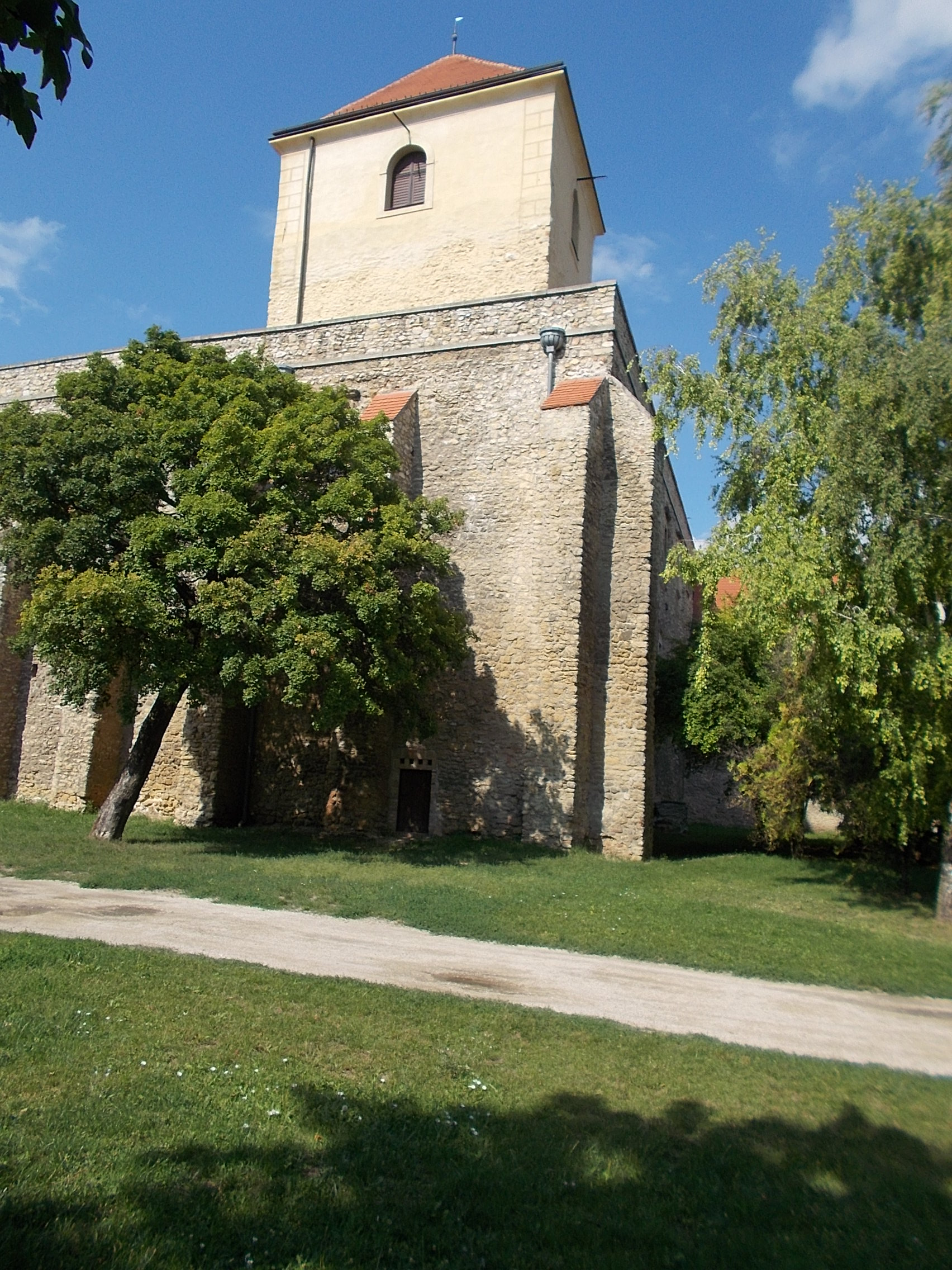

Thury tervbe vette Fehérvár visszafoglalását is. 1565-ben sikerült megnyernie ötletéhez Salm győri főkapitányt is. Az alkalom kedvezőnek látszott, mert a várost alig néhány száz török védte, és ezernyi magyar lakos pedig felajánlotta, hogy segít az őrség leverésében; Bécsben azonban teljesíthetetlen feltételekhez kötötték a tervet. A következő esztendőben azonban Thury maga is védelembe szorult, mert az ostromsereg megérkezett a vár alá.
1566. június 5-én megdördültek Arszlán pasa ágyúi, majd megkezdték a várárkok betöltését is, hogy a réseket meg lehessen rohamozni. A kápolna oldalán a keleti fal nagy darabon le is dőlt, a dombon sikeresen működő török tüzérség jóvoltából. A pasa szerencsére nem rendelt el rohamot, mert Thury két fogságba esett katonájától a falon belüli erődítésekről megtévesztő információkat kapott. Már tíz napja folyt az ostrom, mikor Thury - végveszélybe jutva - Bécsbe küldte felmentő seregért két emberét. A királyi udvarban kivételes gyorsasággal intézkedtek, de még ez sem lett volna elég, ha a Győr megerősítéséhez szükséges faanyagot szállító parasztszekerek felverte port, meg a jelzőtüzeket a törökök nem a felmentő hadaknak tulajdonítják. Már minden elő volt készítve a döntő rohamra, amikor katonái lázadása miatt Arszlán kénytelen volt elvonulni a vár alól. A felmentő sereg a törökök távozása után három nappal érkezett, és minden bizonnyal elkéstek volna, ha a szerencse nem segíti ezúttal is Thuryt. Arszlán pasát viszont kudarcáért a szultán kivégeztette.
Thury György az ostrom után felmentést kért és kapott a kapitányi tisztség alól, helyét a vár élén öccse, Benedek foglalta el. A törökök még 1567-ben is megkísérelték a vár ostromát, ám ekkor sem értek el sikert.
1573-ban erdődi Pálffy Tamás lett Palota kapitánya, és megindult a vár újjáépítése, miközben győzelmes portyák egész sorát vezették a törökök ellen. Azok ugyanis folyton Palota körül ólálkodtak, azt lesve, mikor csaphatnak le. Volt, hogy mindössze harminc ember védte a várat, mégis sikerült megtartani.

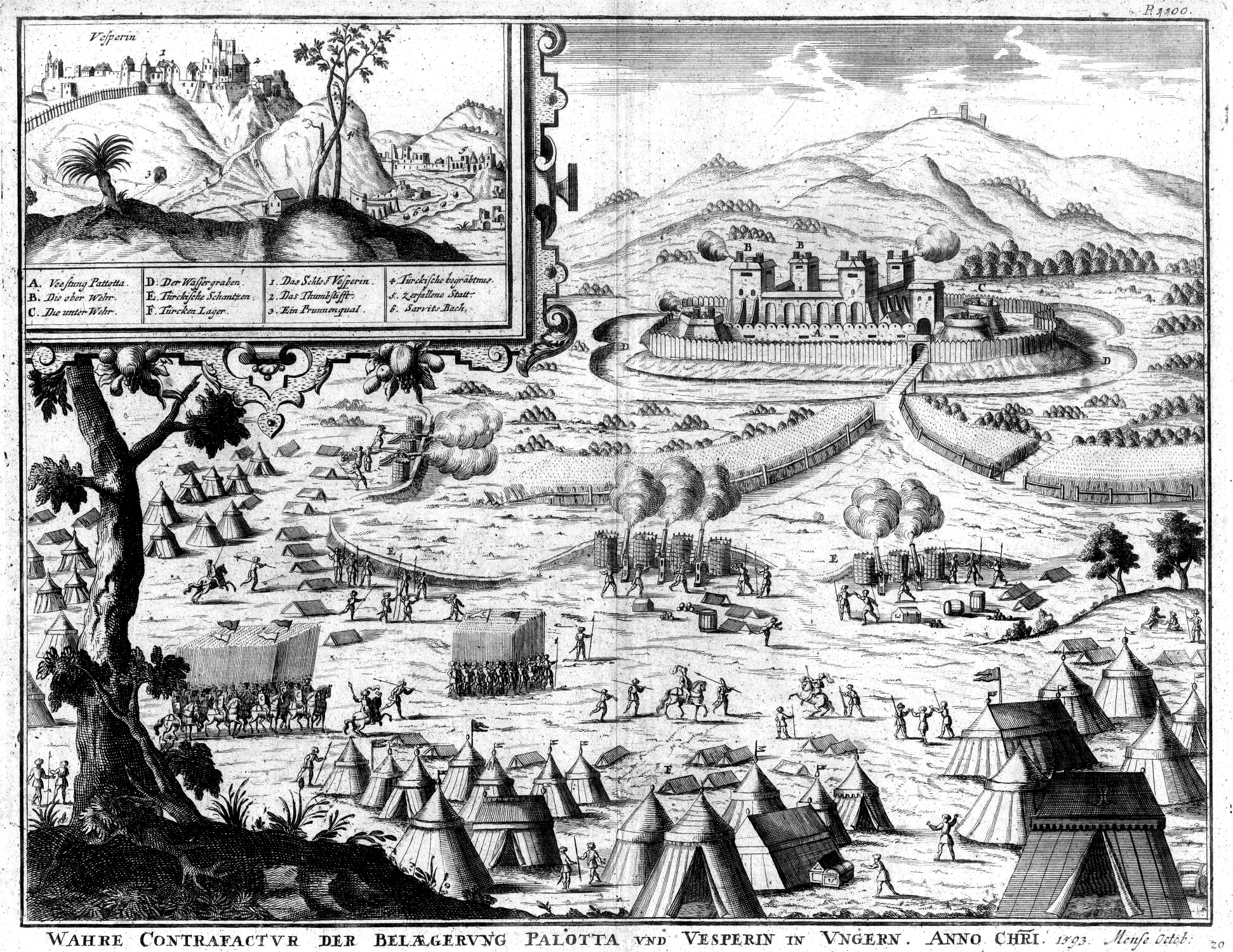
Várpalota vára (1593)

A tizenöt éves háború kezdetén, 1593-ban került török kézre Palota. Ormándy Péter kapitánysága alatt vitézei hősiesen ellenálltak, majd a rommá lőtt falak között, reménytelen helyzetben a tárgyalás útján való megadást választották. A kivonulók többségét azonban a törökök –ígéretük ellenére – lemészárolták. Huszár Péter pápai kapitány ugyan a Palotára vonuló török helyőrséget megrohanta és nagy zsákmányt szerzett, de ez a tényen már mit sem változtatott.
A vár török ostromainak mérlegét tekintve, többször kiváló teljesítményt nyújtott. A rendelkezésre álló korlátozott mennyiségű hadfelszerelés, élőerő és anyagi javak, illetve a kedvezőtlen fekvése ellenére legkevesebb hat támadást állt ki, köztük a budai pasa ostromát is. 50 éven át biztosan magyar kézen volt, és a portyáikkal helyi jelentőségű támadásokra is képesek voltak, noha Fehérvár visszavétele a bécsi udvar miatt meghiúsult.
Innentől kezdve a török hódítás maradék nagyjából száz évében sűrűn cserélt gazdát a vár. 1598-ban foglalta vissza egyesült erővel Pálffy Miklós (hadvezér, 1552–1600) és Adolf von Schwarzenberg, 1608-ban újra török kézen találjuk, és csak 1614-ben sikerül az ismételt visszafoglalás. 1628–1660, majd 1669–1687 között is török zászlók lengtek Palota ormain. 1687 novemberében szabadult fel véglegesen.
1702-ben a szükségtelenné vált erősség lerombolását elrendelte I. Lipót császár, de a Rákóczi-szabadságharc ebben megakadályozta. A kuruc kézre került Palotát 1704-ben sikertelenül ostromolta Heister generális; az 1707. évi ostrom során még a nők is harcoltak.
A Zichy család – 1650-től Palota földesura – barokk kastéllyá alakíttatta át a 18. században. A négy saroktoronyból csak a két déli maradt meg a tetősík fölé emelkedve, mert a másik kettőt a Rákóczi-szabadságharc bukása után Rabutin generális visszabontatta a palota tetőszintjéig.
A 20. század közepére a vár romossá vált. Évtizedeken át tartó helyreállítási munkálatok következtek, melyekhez megelőző régészeti feltárás is járult.
A várpalotai vár ma a város legnagyobb kulturális intézményének, a Thury-Vár Nonprofit Kft.-nek a székhelyeként funkcionál, továbbá helyet ad a Magyar Vegyészeti Múzeumnak és a 2007-ben Gróf Sztáray Antal Bányászati Múzeum nevet felvett Bányászattörténeti Gyűjteménynek. Emellett a 2010-es évek elején befejeződött felújítási és korszerűsítési munkálatoknak hála, ma már kulturális és városi rendezvények, színházi előadások, koncertek, és konferenciák megtartására alkalmas rendezvényközpont funkcióját is betölti.
A várat a Nemzeti Várprogram keretében folyamatosan újítják fel.

## A várhoz kötődő hagyományok, mondák
A hagyomány szerint Mátyás király is járt itt az Újlaky család vendégeként. Éppen ezért gyakran emlegetik az igazságos király barátja, a vár tulajdonosáról Újlaky-várnak is, a török kor híres várvédő kapitánya nevéről elnevezett Thury-vár elnevezés mellett is.
A vár történetéhez szorosan kapcsolódik az a hiedelem is miszerint 1476. december 11-én Beatrix a palotai várban készült fel a másnap Fehérváron Mátyás királlyal kötött esküvőjére és királynői koronázására. Fontos megemlíteni azt is, hogy Ulászló koronázásának megakadályozása végett a budai várból, Palota várába hozták át a magyar koronát és koronázási jelvényeket, de Beatrix a Fekete Sereget küldte a korona visszaszerzésére. Mivel Corvin János nem akart áldozatok árán király lenni, átadta a koronát és ezzel lemondott a trónról.

## A vár híresebb ostromai
- Palota ostroma (1533) Thury György is részt vett benne
- Palota ostroma (1566)
- Palota ostroma (1593)

## Kiállítások
A vár 2014/2015-ben befejeződő felújítása és látogatóbarát átalakítása óta számos állandó és időszakos kiállításnak ad helyet a Magyar Vegyészeti Múzeum és a Bányászattörténeti Gyűjtemény mellett.
Ezen állandó tárlatok közé tartozik a Vár - és Helytörténeti Múzeum, a Kínzóeszköz kiállítás, a Népviseleti gyűjtemény és az Egyenruha-történeti tárlat is. Időszakos kiállítások tekintetében leginkább nemzetközi szinten is ismert és elismert művészek képzőművészeti alkotásait tekinthetik meg a látogatók (Pablo Picasso, Marc Chagall, Henri de Toulouse-Lautrec, stb.).

## Külső hivatkozások
- Thury Vár - a THURY-VÁR Nonprofit Kft. oldala
- A Veszprém Megyei Múzeumok Közleményei 6. (Veszprém, 1967)
- Magyar Vegyészeti Múzeum - A Thury-vár
- Vendégváró.hu
- Fucskár Ágnes, Fucskár József Attila: Várak Magyarországon. Budapest, Alexandra Kiadó, 2015. 48-49. oldal. ISBN 978-963-357-649-6